# Perionychophagie

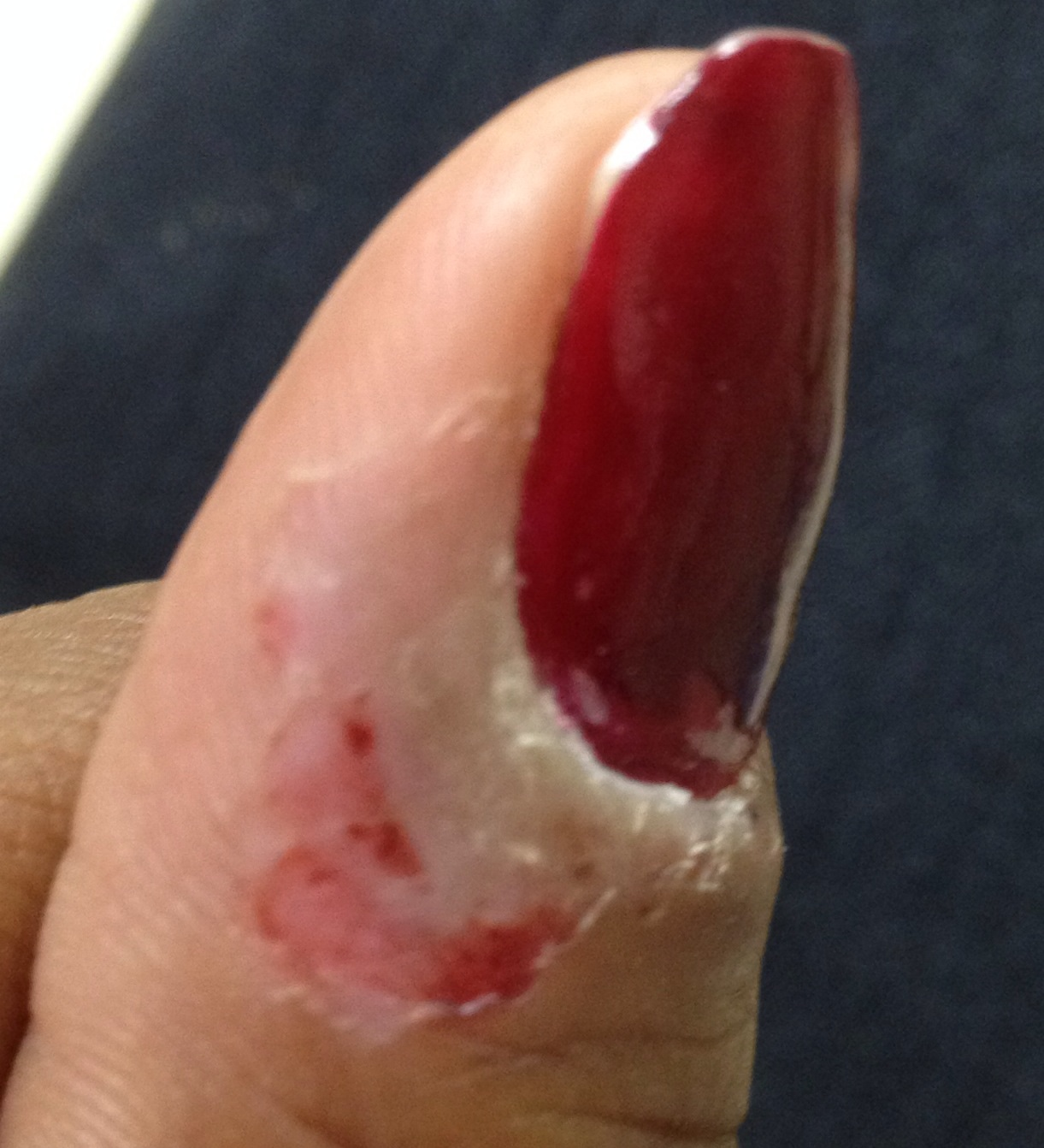
Wunde Fingerkuppe einer Patientin mit Perionychophagie.

Als Perionychophagie wird das Abbeißen der die Fingernägel umgebenden Haut bezeichnet. Bei alleinigem Beißen, ohne dass sich die Haut trennt, spricht man von Perionymanie. Diese Begriffe wurden vor allem von Mathias Hirsch in Anlehnung an Trichotillophagie und Trichotillomanie geprägt. Im englischen Sprachraum haben sich die Begriffe Dermatophagia und Dermatodaxia durchgesetzt, die jedoch auch andere Hautpartien als die Nagelhaut einschließen können.
Meistens treten diese Phänomene zusammen mit Onychophagie (Nägelkauen) auf. Perionychophagie wird als selbstberuhigendes oder selbstverletzendes Verhalten eingeordnet. Es ist häufig entweder ein Anzeichen von Stress oder eines psychischen Problems. Perionychophagie wird von Psychologen nicht als Krankheit, sondern als Symptom gesehen. Neben Habit Reversal Training hat sich Entkopplung als Selbsthilfemaßnahme als wirksam erwiesen.